# Rumors (Lizzo)
Rumors è un singolo della cantante statunitense Lizzo, pubblicato il 13 agosto 2021.
Il brano vede la partecipazione della rapper statunitense Cardi B.

## Pubblicazione
Dopo diverse speculazioni circolate sui social media, il 1º agosto 2021 Lizzo ha annunciato che il giorno a venire avrebbe reso noto «qualcosa di eccitante». Dopo 24 ore ha rivelato titolo e data di uscita del singolo, mentre la collaborazione con Cardi B è stata resa nota dopo una settimana, attraverso un video in cui le due artiste si videochiamavano su FaceTime. La copertina ufficiale è stata infine mostrata per la prima volta il giorno antecedente la pubblicazione.

## Video musicale
Il video musicale, diretto da Tanja Muïn'o, è ambientato nell'Olimpo della Grecia mitologica ed è stato reso disponibile in concomitanza con l'uscita del singolo.

## Tracce
Testi e musiche di Melissa "Lizzo" Jefferson, Eric Frederic, Theron Thomas, Nate Mercereau, Belcalis Almanzar e Torae Carr.
1. Rumors (feat. Cardi B) – 2:52

## Formazione
Musicisti
- Lizzo – voce
- Cardi B – voce aggiuntiva
- Ricky Reed – programmazione, arrangiamento degli strumenti ad arco, tastiera, sintetizzatore
- Tele – programmazione, chitarra, tastiera
- Lemar Guillary – arrangiamento degli strumenti ad arco, trombone, trombone basso
- Mike Cordone – tromba, flicorno soprano
- Donald Hayes – tenore, sassofono baritono
- Thomas Pridgen – basso
- Victor Indrizzo – percussioni
- Nate Mercereau – chitarra, tastiera

Produzione
- Ricky Reed – produzione
- Tele – co-produzione
- Nate Mercereau – co-produzione
- Bill Malina – ingegneria del suono
- Evan LaRay – ingegneria del suono
- Patrick Kehrier – assistenza all'ingegneria del suono
- Manny Marroquin – missaggio
- Michelle Mancini – mastering

## Classifiche
| Classifica (2021) | Posizione massima |
| ----------------- | ----------------- |
| Australia         | 17                |
| Belgio (Fiandre)  | 41                |
| Canada            | 12                |
| Irlanda           | 16                |
| Lituania          | 40                |
| Nuova Zelanda     | 23                |
| Portogallo        | 72                |
| Regno Unito       | 20                |
| Romania           | 77                |
| Stati Uniti       | 4                 |
| Sudafrica         | 38                |
| Svezia            | 60                |
| Svizzera          | 85                |

## Date di pubblicazione
| Paese                 | Data           | Formato                                  | Nota          |
| --------------------- | -------------- | ---------------------------------------- | ------------- |
| Mondo                 | 13 agosto 2021 | 7", CD, MC, download digitale, streaming | [ 19 ] [ 20 ] |
| Italia                | 13 agosto 2021 | Contemporary hit radio                   | [ 21 ]        |
| Regno Unito           | 13 agosto 2021 | Contemporary hit radio                   | [ 22 ]        |
| Stati Uniti d'America | 17 agosto 2021 | Contemporary hit radio                   | [ 23 ]        |
| Stati Uniti d'America | 17 agosto 2021 | Rhythmic contemporary                    | [ 24 ]        |